# هندرسون‌ویل (کارولینای شمالی)
هندرسنویل (به انگلیسی: Hendersonville) شهری در ایالت کارولینای شمالی کشور ایالات متحده آمریکا است که جمعیت آن در سرشماری سال ۲۰۱۰ میلادی، ۱۳٬۱۳۷ نفر بوده‌است.